# Miran Tepeš
Miran Tepeš (* 25. April 1961 in Ljubljana) ist ein ehemaliger Skispringer des ehemaligen Jugoslawien und heutiger Skisprungfunktionär. Den größten Erfolg seiner Laufbahn feierte Tepeš im Jahr 1988, als er mit dem jugoslawischen Team die Silbermedaille bei den Olympischen Spielen in Calgary erringen konnte. Als Skisprungfunktionär bedient Tepeš seit Jahren die Startampel im Skisprung-Weltcup.

## Aktive Karriere
Miran Tepeš nahm von 1979 bis 1992 an zwölf Saisons aktiv als Skispringer teil. Lediglich in der Saison 1981 absolvierte er keine Wettkämpfe. In seiner aktiven Zeit trat Tepeš für sein Land bei den Olympischen Spielen 1988 in Calgary an, bestritt die Skiflug-Weltmeisterschaften 1985 in Planica sowie 1990 in Vikersund und war Teilnehmer an den nordischen Skiweltmeisterschaften 1991 im Val di Fiemme.

### 1979–1984
Seine aktive Karriere als Skispringer in der FIS begann Miran Tepeš am 28. Dezember 1978 mit einem 45. Platz beim Auftaktspringen zur 27. Vierschanzentournee in Oberstdorf. In dieser Saison, der des Jahres 1979, wurde Tepeš vom jugoslawischen Verband ausschließlich bei den Springen der Vierschanzentournee eingesetzt. Während der vier Wettkämpfe erreichte er mit einem 39. Platz beim Abschlussspringen in Bischofshofen sein bestes Resultat.
Die Saison 1980, in welcher der Skisprung-Weltcup neu eingeführt wurde, begann für Tepeš ähnlich wie die Vorsaison. Wieder kam er zu vier Einsätzen während der Vierschanzentournee, doch erneut misslang es ihm, mit seinen Resultaten entscheidende Akzente zu setzen. Zwar erreichte er mit einem 29. Platz beim Neujahrsspringen in Garmisch-Partenkirchen seine erste Platzierung unter den besten 30, doch dies genügte nicht, um vom jugoslawischen Verband in der Folgezeit in die Weltcup-Mannschaft berufen zu werden. Allerdings erhielt Tepeš beim Springen in Engelberg am 2. März 1980 eine weitere Chance, seinen Anspruch auf einen Platz im Team zu untermauern. Mit einem überraschenden achten Platz, nutzte er diese sich bietende Möglichkeit optimal, um nachhaltig auf sich aufmerksam zu machen. Daraufhin wurde Tepeš in drei der letzten sieben Springen der Saison eingesetzt und erreichte jedes Mal Platzierungen unter den besten 15. Mit einem sechsten Platz beim Springen in Planica am 22. März 1980, seinem bis dahin besten Ergebnis, endete die Saison 1980 für Tepeš.
Im darauf folgenden Jahr ging Miran Tepeš bei keinem Weltcup an den Start.
Erst in der Saison 1982 trat er erneut im Weltcup in Erscheinung. Seine ersten Einsätze erhielt er wieder im Rahmen der Vierschanzentournee, wo er allerdings nicht an die Form anknüpfen konnte, die ihn am Ende der Saison 1980 auszeichnete. Mit nur zwei Ergebnissen unter den besten 30, jedoch keiner Platzierung unter den Top 15, blieben seine Resultate unter den Erwartungen des jugoslawischen Verbands. Deswegen wurde Tepeš nicht für die Nordischen Skiweltmeisterschaften, welche vom 19. bis 28. Februar 1982 in Oslo stattfand, nominiert. Jedoch ergab sich für ihn die Chance, sich in beim Weltcup in Thunder Bay zu rehabilitieren. In Abwesenheit einiger Favoriten, die sich auf die Weltmeisterschaften vorbereiteten, lieferte Tepeš mit den Plätzen neun und elf gute Resultate. Diese Ergebnisse verhalfen ihm zu drei weiteren Starts im Weltcup in der Spätphase der Saison, die er ebenfalls alle unter den besten 15 beendete.
Das folgende Jahr begann erneut mit einem Rückschritt. Die Anlagen der Vierschanzentournee erwiesen sich wieder als schwerer Prüfstein, und Tepeš misslang es, dort mit guten Resultaten zu glänzen. Eine Top-30-Platzierung, der 28. Platz beim Abschlussspringen in Bischofshofen, genügten seinem Verband nicht, um ihn dauerhaft in die Weltcup-Mannschaft zu berufen. Drei weitere Einsätze in dieser Saison folgten und wie schon in den Vorjahren erzielte Tepeš bei diesen Wettkämpfen deutlich bessere Resultate. Mit Position vier am 26. März 1983 vor heimischer Kulisse in Planica, wäre Tepeš sogar beinahe erstmals in seiner Karriere auf dem Podium gelandet.
Die Saison 1984 stand für Tepeš, wie für die meisten Athleten, ganz im Zeichen der Olympischen Spiele in Sarajevo. Das vorrangige Ziel war es natürlich, sich ins Aufgebot der jugoslawischen Mannschaft für die Spiele im eigenen Land zu springen und Tepeš begann gut. Zu seinem Saisonauftakt in Lake Placid erreichte er die Plätze sieben und acht, was ihn zu einer festen Größe im Team werden ließ. Allerdings folgte diesen Springen die Vierschanzentournee, welche ausschlaggebend für die spätere Nominierung der Olympiamannschaft sein sollte. Und Tepeš enttäuschte die Erwartungen des Verbands während der Tournee erneut. Mit den Plätzen 34, 28, 29 und 46 hatte er keine Chance, teaminterne Konkurrenten wie Vasja Bajc oder Primož Ulaga in den Schatten zu stellen. Bei den Olympischen Spielen im eigenen Land wurde Tepeš schließlich nicht eingesetzt.

### 1985–1988
Endgültig als einer der besten Springer im Weltcup etablieren konnte sich Miran Tepeš in der Saison 1985, an deren Ende er auf Platz zehn der Weltcupgesamtwertung landen sollte. Tepeš gelang es mit zwei Ausnahmen, sich in jedem Wettbewerb, in dem er antrat, unter die den besten 15 zu platzieren. Die beiden Springen, in denen ihm dies nicht gelang, waren die beiden Springen der Vierschanzentournee in Oberstdorf (73.) und Bischofshofen (32.), welche er in diesem Jahr bestritt. Doch gerade der Misserfolg in Oberstdorf hatte für Tepeš auch eine positive Seite. Er wurde daraufhin von seinem Verband aus der Vierschanzentournee abgezogen und startete stattdessen bei der, parallel zum Neujahrsspringen stattfindenden, Skiflug-Weltmeisterschaft im heimischen Planica. Dort erreichte Tepeš zwar keine Podestplatzierung, sicherte sich aber einen dennoch respektablen sechsten Platz. Mit einem zweiten Platz in Harrachov am 23. Februar 1985 gelang Tepeš in dieser Saison außerdem der erste Sprung aufs Podest. Dieses Ergebnis sollte er am 5. März mit einem erneuten zweiten Platz beim Springen im schwedischen Örnsköldsvik bestätigen.
Die Saison 1986 verlief für Tepeš ohne viele nennenswerte Höhen und Tiefen. Seine Ergebnisse bewegten sich meist im Bereich zwischen Platz 15 und Platz 5. und sein schlechtestes Saisonresultat erreichte er erneut bei einem Springen der Vierschanzentournee. Diesmal kam er in Garmisch-Partenkirchen über einen 49. Rang nicht hinaus. Dennoch absolvierte er alle Springen der Tournee und landete am Ende auf einem überraschend guten zehnten Platz in der Gesamtwertung. An der, wieder parallel stattfindenden, Skiflug-Weltmeisterschaft in Bad Mitterndorf nahm er diesmal nicht teil. Allerdings konnte Tepeš mit einem dritten Platz in St. Moritz auch einen dritten Podiumsplatz feiern. Die Weltcupsaison beendete er als Elfter der Gesamtwertung.
Seine beste Saison im Weltcup hatte Miran Tepeš im Jahr 1987. In der Gesamtwertung sollte er am Ende als Vierter zwar ebenso knapp an einem Podiumsplatz scheitern, wie bei der 36. Vierschanzentournee. Doch mit zwei zweiten Plätzen im japanischen Sapporo und einem dritten Platz auf der Traditionsschanze in Oslo untermauerte er in dieser Saison seine Zugehörigkeit zur Weltspitze. An den Nordischen Skiweltmeisterschaften, die vom 11. Februar bis 21. Februar 1987 in Oberstdorf stattfanden, nahm er jedoch nicht teil.
Den wohl größten Erfolg seiner Karrierefeierte Tepeš im Jahr 1988 bei den Olympischen Spielen in Calgary. Nach einer bis dahin sehr guten Saison, in der er sich durchgehend unter den besten 16, meist sogar in den Top 10, platzierte und siebter der Vierschanzentournee wurde, gewann er am 13. Februar 1988 die Silbermedaille im Teamspringen. Gemeinsam mit Primož Ulaga, Matjaž Zupan und Matjaž Debelak, der zwei Tage später noch Bronze im Einzelwettbewerb von der Großschanze erringen konnte, musste er sich nur dem finnischen Team um Matti Nykänen, dem erfolgreichsten Athleten der Spiele und Gewinner aller Skisprung-Wettbewerbe, geschlagen geben. Von der Kleinschanze verpasste Tepeš als vierter jedoch knapp eine Einzelmedaille. Den Weltcup des Jahres 1988 beendete er als Achter.

### 1989–1992
In der Saison 1989 nahm Miran Tepeš nur an insgesamt fünf Wettkämpfen, darunter alle vier Springen der Vierschanzentournee, teil. Sein bestes Resultat war dabei ein 10. Platz in Innsbruck, doch weder in der Tournee-Gesamtwertung, noch im Weltcup spielte Tepeš eine Rolle.
Die Saison 1990 war die letzte komplette und zumindest teilweise erfolgreiche Saison von Miran Tepeš. Im Weltcup zeigte er äußerst schwankende Leistungen, von einem 66. Platz in Oernskoeldsvik über Rang 15 bei der Skiflug-Weltmeisterschaft in Vikersund bis hin zur letzten Podiumsplatzierung seiner Karriere, einem zweiten Rang im schweizerischen Gstaad, war alles vertreten. Dennoch konnte Tepeš in der Gesamtwertung des Weltcups am Ende den 13. Platz erringen.
Im Jahre 1991 deutete sich bereits langsam das Karriereende von Miran Tepeš an. Bis auf einen zehnten Rang in Thunder Bay, gelang es ihm nicht mehr, sich unter den Top 10 der Ergebnisliste zu platzieren. Zwar wurde er von seinem Verband trotzdem bei den Nordischen Skiweltmeisterschaften in Val di Fiemme eingesetzt, konnte das in ihn gesetzte Vertrauen aber mit einem 33. Platz von der Großschanze und einem 43. Platz von der Normalschanze nicht mit guten Leistungen rechtfertigen.
In der Saison 1992 beendete Miran Tepeš seine Springerkarriere nach 13 Jahren im Weltcupzirkus. Insgesamt nahm er in dieser Saison nur an drei Springen teil und konnte sich dabei lediglich im ersten Wettkampf in Sapporo unter den besten 30 platzieren. Bei seinem letzten Wettkampf am 29. März 1992 im heimischen Planica belegte Miran Tepeš den 43. Platz.

### Statistiken
|                                           |            | Wettkämpfe | Davon Top 30 | Davon Top 10 | Davon Top 3 | Davon Siege |
| ----------------------------------------- | ---------- | ---------- | ------------ | ------------ | ----------- | ----------- |
| Karriere                                  | Absolut    | 142        | 106          | 63           | 9           | 0           |
| Karriere                                  | In Prozent | 100,00 %   | 74,65 %      | 44,37 %      | 6,34 %      | 0,00 %      |
| Weltcup                                   | Absolut    | 132        | 102          | 62           | 8           | 0           |
| Weltcup                                   | In Prozent | 100,00 %   | 77,27 %      | 45,45 %      | 6,06 %      | 0,00 %      |
| Vierschanzen- tournee                     | Absolut    | 45         | 23           | 6            | 0           | 0           |
| Vierschanzen- tournee                     | In Prozent | 100,00 %   | 51,11 %      | 13,33 %      | 0,00 %      | 0,00 %      |
| Weltmeisterschaften und Olympische Spiele | Absolut    | 6          | 4            | 3            | 1           | 0           |
| Weltmeisterschaften und Olympische Spiele | In Prozent | 100,00 %   | 66,67 %      | 50,00 %      | 16,67 %     | 0,00 %      |

| Wettkampfdatum   | Austragungsort | Land             | Wettkampfkategorie | Wettkampfart             | Platzierung |
| ---------------- | -------------- | ---------------- | ------------------ | ------------------------ | ----------- |
| 23. Februar 1985 | Harrachov      | Tschechoslowakei | Weltcup            | Einzel (Skifliegen)      | 2           |
| 5. März 1985     | Oernskoeldsvik | Schweden         | Weltcup            | Einzel (Normalschanze)   | 2           |
| 19. Februar 1986 | St. Moritz     | Schweiz          | Weltcup            | Einzel (Normalschanze)   | 3           |
| 24. Januar 1987  | Sapporo        | Japan            | Weltcup            | Einzel (Normalschanze)   | 2           |
| 25. Januar 1987  | Sapporo        | Japan            | Weltcup            | Einzel (Großschanze)     | 2           |
| 21. März 1987    | Oslo           | Norwegen         | Weltcup            | Einzel (Großschanze)     | 3           |
| 22. Januar 1987  | Gstaad         | Schweiz          | Weltcup            | Einzel (Normalschanze)   | 2           |
| 13. Februar 1988 | Calgary        | Kanada           | Olympische Spiele  | Mannschaft (Großschanze) | 2           |
| 9. Februar 1990  | Gstaad         | Schweiz          | Weltcup            | Einzel (Normalschanze)   | 2           |

## Weitere Tätigkeiten
Mehrere Jahre fungierte Tepeš als Assistent des Renndirektors Walter Hofer. In der Öffentlichkeit wurde er dabei vor allem als Mann an der Startampel bekannt geworden. Tepeš entscheidet, wann die Ampel, die dem Skispringer den Beginn seines Versuchs signalisiert, auf Grün geschaltet wird. Dabei war er in der Vergangenheit bereits mehrfach schwerer Kritik ausgesetzt, unter anderem vom Finnen Janne Ahonen, wurde von anderer Seite aber auch für seine Entscheidungen und seine Fairness gelobt. Tepeš übte diese Funktion bis zum Ende der Saison 2015/16 aus und übernahm sie danach im Damen-Skispringen. Sein Nachfolger bei den Herren ist Borek Sedlák.

## Privates
Tepeš' Kinder Jurij und Anja waren ebenfalls im Skisprungsport aktiv.

## Erfolge

### Weltcup-Platzierungen
| Saison  | Platz | Punkte |
| ------- | ----- | ------ |
| 1979/80 | 38.   | 023    |
| 1981/82 | 29.   | 029    |
| 1982/83 | 28.   | 029    |
| 1983/84 | 35.   | 027    |
| 1984/85 | 10.   | 086    |
| 1985/86 | 11.   | 099    |
| 1986/87 | 04.   | 166    |
| 1987/88 | 08.   | 096    |
| 1988/89 | 42.   | 012    |
| 1989/90 | 13.   | 083    |
| 1990/91 | 44.   | 009    |